# بين أموس
بين أموس (بالإنجليزية: Ben Amos)‏ (مواليد 10 أبريل 1990 في ماكلسفيلد - إنجلترا) لاعب كرة قدم إنجليزي يلعب حاليا لصالح نادي الدرجة الممتازة مانشستر يونايتد الإنجليزي منذ 2001 في مركز حارس مرمى.

## سيرة اللاعب
مانشستر يونايتد
لعب لأول مرة مع الفريق الأول في 23 سبتمبر 2008 في الفوز 3-1 على ميدلسبره في الدور الثالث من كأس رابطة اندية المحترفين.
في 14 ديسمبر 2008، سافر أموس إلى اليابان مع الفريق لكأس العالم للأندية FIFA 2008، بعد أن تم استدعاؤه كبديل في وقت متأخر لبن فوستر، الذي كان قد تعرض لاصابة في اليد في التدريب.
بعد رحيل بن فوستر من مانشستر يونايتد إلى برمنغهام سيتي، أعلن اليكس فيرجسون مدرب يونايتد ان اموس سيكون الحارس الثالث مانشستر يونايتد موسم 2010-11 خلف الحارس الهولندي ادوين فان در سار وتوماس كوتشاك.
كان أول ظهور له هذا الموسم في 26 أكتوبر 2010، في فوز اليونايتد 3-2 على ولفرهامبتون واندرارز في الجولة الرابعة من كأس رابطة اندية المحترفين.
في آخر مباريات دور المجموعات في دوري ابطال أوروبا يوم 7 ديسمبر 2010، تم اختياره للبدء ضد فالنسيا على ملعب اولد ترافورد.

## المسيرة الدولية
اموس لعب لمنتخب بلاده في منتخبات تحت 16، تحت 17، تحت 18، تحت 19، تحت 20 عاما وتحت 21 عاما.